# Борбе за Ливно 1942.
Представљајући кључ једне од комуникација које повезују јадранску обалу са унутрашњошћу и који повезује маневарски простор средње Босне и Крајине са Далмацијом, Ливно је представљало значајан и пожељан циљ за НОВЈ. Из истих разлога било је значајно и за НДХ и окупатора. Стога су се за Ливно водиле бројне значајне борбе.
Први напад на усташки гарнизон Ливно извеле су Прва и Трећа пролетерска од 4. до 7. августа 1942, током похода пролетерских бригада у Босанску Крајину. Од тада је Ливно представљало једно од средишта слободне територије.
Услед свог значаја, Ливно је било главни циљ операције Динара италијанске 2. армије. Након усклађивања са снагама НДХ и четника, заједничким концентричним нападом из пет праваца Ливно је поново окупирано 23. октобра 1942. У месту је поново успостављен гарнизон усташке Црне легије.
Друга пролетерска дивизија поново је ослободила Ливно ликвидиравши овај и околне усташке гарнизоне током борби 4-16. децембра 1942. Тако је Ливно поново прикључено слободној територији.
До поновне окупације дошло је 5. марта 1943, током операције Вајс II, када су у град ушли делови немачке 369. легионарске дивизије. Након тога Ливно је било слободно од 2. октобра до 6. децембра 1943. (до операције Цитен). Коначно је ослобођено нападом Девете далматинске дивизије 10. октобра 1944.
Приликом сваког од четири ослобођења стрељан је известан број заробљеника и службеника усташке власти, што се у радовима неких историчара карактерише као ратни злочин.

## Прво ослобођење Ливна
У Ливну и околини усташе су након успостављања НДХ починиле масовне злочине над српским становништвом у граду и околним селима. Током рата усташе су убиле у ливањском крају око 1.300 српских цивила, а најмасовнији талас терора био је током јуна и јула 1941. Почетком 1942. од месних устаничких група и добровољаца из Далмације формирани су батаљони „Старац Вујадин” и „Војин Зиројевић”.
Током похода на запад, јужна група пролетерских бригада заједно са овим батаљонима, извела је крајем јула и почетком августа операцију ликвидирања усташких снага и ослобођења целог краја. Током 26. и 27. јула делови Прве и Треће пролетерске бригаде ликвидирали су мања усташка упоришта Томиславград и Шујицу, настојећи да изолују ливањски гарнизон и створе услове за напад. Усташке снаге из Ливна, Купреса и Имотског су концентричним нападима 29. и 30. јула у оштрим борбама успеле да потисну партизане и поново овладају овим местима. Након сређивања снага, две пролетерске бригаде су 1. и 2. августа вратиле контролу над овим тачкама.
Напад на Ливно почео је 4. августа у 24:00. На сам град нападало је 7 батаљона ове две бригаде. Одлучујући успех постигао је 2. батаљон Прве пролетерске бригаде, пробивши се кроз утврђену линију одбране и овладавши кључним објектима у центру града. То је омогућило осталим батаљонима да током јутра и преподнева на свим правцима овлада утврђеним објектима одбране око града. Последње снаге усташко-домобранског гарнизона утврдиле су се у блоку зграда у центру, надајући се интервенцији из околних гарнизона. Пошто су далматински батаљони сузбили интервенцију италијана из Сиња, а Друга пролетерска бригада је потисла усташе из Купреса, последњи отпор у Ливну сломљен је 7. августа.
Усташки гарнизон имао је губитке од око 200 погинулих (укључујући стрељане), уз сопствене губитке од 5 погинулих и 20 рањених. Партизани су запленили целокупно оружје и муницију, укључујући и 6 тона експлозива. Око 300 заробљених домобрана и милиционера разоружани су и пуштени, а заробљено је и 12 Немаца. У Ливну је заробљена група службеника немачке организације Тот која се бавила привредном експлоатацијом окупираних крајева. Ови Немци у септембру су размењени за 49 заробљених партизана и ухапшених активиста. То је била прва размена заробљеника између снага НОВЈ са једне, и немачких власти са друге стране.
Према извештају ових размењених Немаца, у Ливну је након заузимања места стрељано 70-80 заробљених усташа. Према пресуди Ратног војног суда НОП и ДВЈ од 17. августа, број осуђених на смрт и стрељаних износи 120.
Након ликвидације гарнизона у Ливну, Шујици и Томиславграду, офанзива је настављена успешним нападима на Посушје, Ловреч и Аржано.

## Поновна окупација Ливна
Према плану команданта италијанске 2. армије генерала Роате, напад на Ливно извршен је 21. октобра 1942. концентричним наступањем италијанско-четничких и усташко-домобранских снага од Врлике, Сиња, Аржана, Посушја и Купреса. У нападу су учествовали делови италијанских дивизија Сасари и Бергамо, четничке Динарске дивизије, усташког 5. посадног здруга (Црне легије) и 3. домобранског збора. Напад је поведен у погодном тренутку кад су снаге НОВЈ биле концентрисана на другим секторима, а на захваћеном подручју била су само два батаљона Прве далматинске бригаде и три батаљона 3. далматинског одреда. С обзиром да снаге НОВЈ нису располагале довољним снагама да покрију широко подручје, нападачима је успело да након успешних дводневних одбрамбених борби изманевришу партизанску одбрану и једном колоном избију једном колоном на небрањени правац од Купреса преко: Доњег Малована, Цинцар и Круг-планине у Ливно.
Након пада Ливна, поново је у њему успостављен усташки гарнизон. Ливно је постало седиште 7. усташке бојне Црне легије.

## Друго ослобођење Ливна
Крајем новембра 1942. Друга пролетерска дивизија добила је задатак да поново ликвидира усташки гарнизон и ослободи Ливно и околна места. Будући да је гарнизон био јачи него што се претпостављало (1.500 усташа и 70 домобрана), Друга дивизија одлучила је да не изврши напад са две расположиве бригаде, већ да сачека привлачење Четврте црногорске.
Концентрација снага за напад обављена је 5. децембра. Међутим, превентивни противнапади усташа из Ливна 5-8. децембра успели су да поремете организацију напада. Након поновног преузимања иницијативе у своје руке, Друга пролетерска дивизија предузела је напад 14. децембра увече. Са западне стране нападала је Друга пролетерска бригада, а са источне Четврта пролетерска. Друга далматинска је главнином снага обезбеђивала правце из Купреса и Шујице.
Напад је слабо напредовао услед тврде и добро организоване одбране. Једини успех постигао је 2. батаљон 4. црногорске, који се пробио у сам град. Пред зору је наређено повлачење на полазне положаје, ради обнављања напада следеће ноћи.
Међутим, 2. батаљон 4. црногорске остао је блокиран у граду, забарикадиравши се у три зграде. Усташе су се концентрисале на његово уништење, али се батаљон бранио великом упорношћу и извесношћу.
Кад је сагледана ситуација овог батаљона, штаб Четврте црногорске захтевао је од штаба дивизије да се напад обнови одмах. Овај предлог је прихваћен, и напад је обновљен са још већим полетом, тако да је у раним послеподневним сатима 15. децембра одбрана почела попуштати. Око 15 часова усташка одбрана се сломила и претворила у неорганизовано повлачење и пробијање по групама. Том приликом усташе су претрпеле најтеже губитке.
Друга дивизија претрпела је губитке од 40 погинулих и око 200 рањених, док је са друге стране погинуло 280, рањено 210 и заробљено 12 усташа и домобрана. Након пада Ливна, дивизија је наставила наступање и 19. децембра ликвидирала и гарнизон Томиславград.

## Након ослобођења
Након ослобођења Ливно је поново постало једно од средишта слободне територије и обновљен је живот организација и институција НОП-а. У град је стигло Казалиште народног ослобођења и група уметника из Загреба. Они су одржаваи позоришне представе, а постављена је и ликовна изложба. Песник Иван Горан Ковачић је, пошто се упознао са причама о масовним злочинима усташа, написао поему „Јама”, своје најснажније и најпопуларније дело.
Након овог ослобођења поново је стрељан један број људи (према Давору Маријану најмање 42), углавном мештана из суседних села који су затечени у граду и које су партизани сумњичили да су се борили у усташама.